# Sternangustum pilosum
Sternangustum pilosum är en skalbaggsart som beskrevs av Karl Adlbauer 2005. Sternangustum pilosum ingår i släktet Sternangustum och familjen långhorningar.
Artens utbredningsområde är Liberia. Inga underarter finns listade i Catalogue of Life.